# Caister-on-Sea
Caister-on-Sea är en ort och civil parish i Storbritannien.   Den ligger i grevskapet Norfolk och riksdelen England, i den sydöstra delen av landet, 180 km nordost om huvudstaden London. Caister-on-Sea ligger 2 meter över havet och antalet invånare är 8 951.
Terrängen runt Caister-on-Sea är mycket platt. Havet är nära Caister-on-Sea åt nordost.  Närmaste större samhälle är Great Yarmouth, 4,4 km söder om Caister-on-Sea. Runt Caister-on-Sea är det i huvudsak tätbebyggt.